# Ben Hope
Ben Hope (Schots-Gaelisch: Beinn Hòb) is een berg gelegen in het noorden van de Schotse Hooglanden ten zuidoosten van Loch Hope in Sutherland. Met een hoogte van 927 meter is het de meest noordelijke munro. De berg is driehoekig met een grote steile klif in het westen en uitlopers naar het zuiden en het noordoosten.
Juist ten zuiden van Ben Hope ligt de broch Dun Dornaigil .